# Moods
Moods is het tweede studioalbum van de Utrechtse muziekgroep Silhouette. Het album heeft als centraal thema een soort autobiografie van Brian de Graeve, waaronder ook een klein verslag van een concert van Pendragon. Het album is opgenomen in de Avenue Soundstudio te Utrecht en the Pear-3 Studio te Vleuten. Het nam van december 2007 tot en met juli 2009 in beslag om het album op de compact disc te krijgen. Het album bevat neoprog, zang afgewisseld met instrumentale soli. De productie is ten opzichte van hun debuutalbum sterk verbeterd, hetgeen deels te danken is aan medewerking van Gerben Klazinga van Knight Area.

## Musici
- Brian de Graeve – gitaar, zang (2,3,4,7,9,11) en achtergrondzang (1,6,11)
- Erik Laan – toetsinstrumenten, zang (11), achtergrondzang (1,2,3,6,7,8,9,11) en aanvullende basgitaar op Moods
- Jos Uffing – slagwerk, zang (1,3,5,6,8,11,12)
- Gerrit-Jan Bloemink – basgitaar.

## Muziek
Teksten van Brian de Graeve (behalve 12 Jos Uffing); muziek Silhouette:

| Nr. | Titel                                       | Duur  |
| --- | ------------------------------------------- | ----- |
| 1.  | Concert Hangover (verslag Pendragonconcert) | 8:48  |
| 2.  | Don’t Threaten My Peace of Mind             | 6:06  |
| 3.  | Searching for Her                           | 6:41  |
| 4.  | Second Time                                 | 4:23  |
| 5.  | Don’t Mess with Me                          | 5:45  |
| 6.  | Feeling Good                                | 5:15  |
| 7.  | Unreal Meeting                              | 10:48 |
| 8.  | Cinema Backseat                             | 5:16  |
| 9.  | Far Away                                    | 6:04  |
| 10. | Moods                                       | 5:43  |
| 11. | Another Bed Time Story                      | 7:32  |
| 12. | The Answers                                 | 5:57  |

Na het verschijnen van dit album volgde verspreid over 2010 een aantal concerten, waaronder een in Keulen en in in Azotod in De Meern / Utrecht, waarbij het album soms in zijn geheel gespeeld werd. Inmiddels werkt de band aan de 3e cd met als werktitel: Across The Rubicon.